# HSF1
El factor de transcripción de choque térmico 1 (HSF1) es una proteína codificada en humanos por el gen HSF1.

## Función
Esta proteína es un factor de transcripción de choque térmico. La transcripción de genes de choque térmico es rápidamente inducida después de sufrir estrés por temperatura. Hsp90, por sí misma y/o asociada con complejos de multichaperonas, es uno de los principales represores del gen que codifica esta proteína.

## Mecanismo de acción
HSF1 existe en forma de monómero inactivo en un complejo con Hsp40/Hsp70 y Hsp90. Después de sufrir estrés, como puede ser una elevada temperatura, HSF1 se libera del complejo chaperona y trimeriza. HSF1 es entonces transportada al interior del núcleo celular donde es hiperfosforilada y se une a ADN que contenga elementos de choque térmico (NGAAN). Los genes diana de HSF1 incluyen proteínas de choque térmico como Hsp72 y, curiosamente, ARN no codificante dentro de regiones con repeticiones del satélite III. Su fase de atenuación es iniciada con un bucle de feedback negativo, con el producto génico de Hsp70 unido a su dominio de transactivación.

## Interacciones
La proteína HSF1 ha demostrado ser capaz de interaccionar con:
- NCOA6[4]
- SYMPK[5]
- RALBP1[6]
- HSF2[7]
- CEBPB[8]
- HSPA1A[9][10]
- HSP90AA1[6][11]
- HSPA4[11][12]